# Nowa płyta
Nowa płyta – album zespołu Voo Voo wydany 19 października 2012 roku. Singlami promującym płytę są utwory "Pierwszy raz" oraz "Trąbka, pompka i lewarek".

## Lista utworów
| 01. | Co było to było          | 4:00  |
|     |                          |       |
| 02. | Inaczej nie umiem        | 3:30  |
|     |                          |       |
| 03. | Bezsenność               | 4:27  |
|     |                          |       |
| 04. | Trąbka, pompka i lewarek | 2:59  |
|     |                          |       |
| 05. | Do Stopki                | 4:10  |
|     |                          |       |
| 06. | Smutas                   | 3:58  |
|     |                          |       |
| 07. | Może dziś                | 6:17  |
|     |                          |       |
| 08. | Pierwszy raz             | 4:09  |
|     |                          |       |
| 09. | Ukłony                   | 3:06  |
|     |                          |       |
| 10. | Powiewa                  | 2:54  |
|     |                          |       |
| 11. | Cymbał                   | 3:29  |
|     |                          |       |
| 12. | Moje Katmandu            | 3:27  |
|     |                          |       |
| 13. | Głupie to                | 3:18  |
|     |                          |       |
| 14. | Na dęte                  | 1:38  |
|     |                          |       |
|     |                          | 51:22 |
|     |                          |       |
Muzyka i słowa: Wojciech Waglewski

## Twórcy

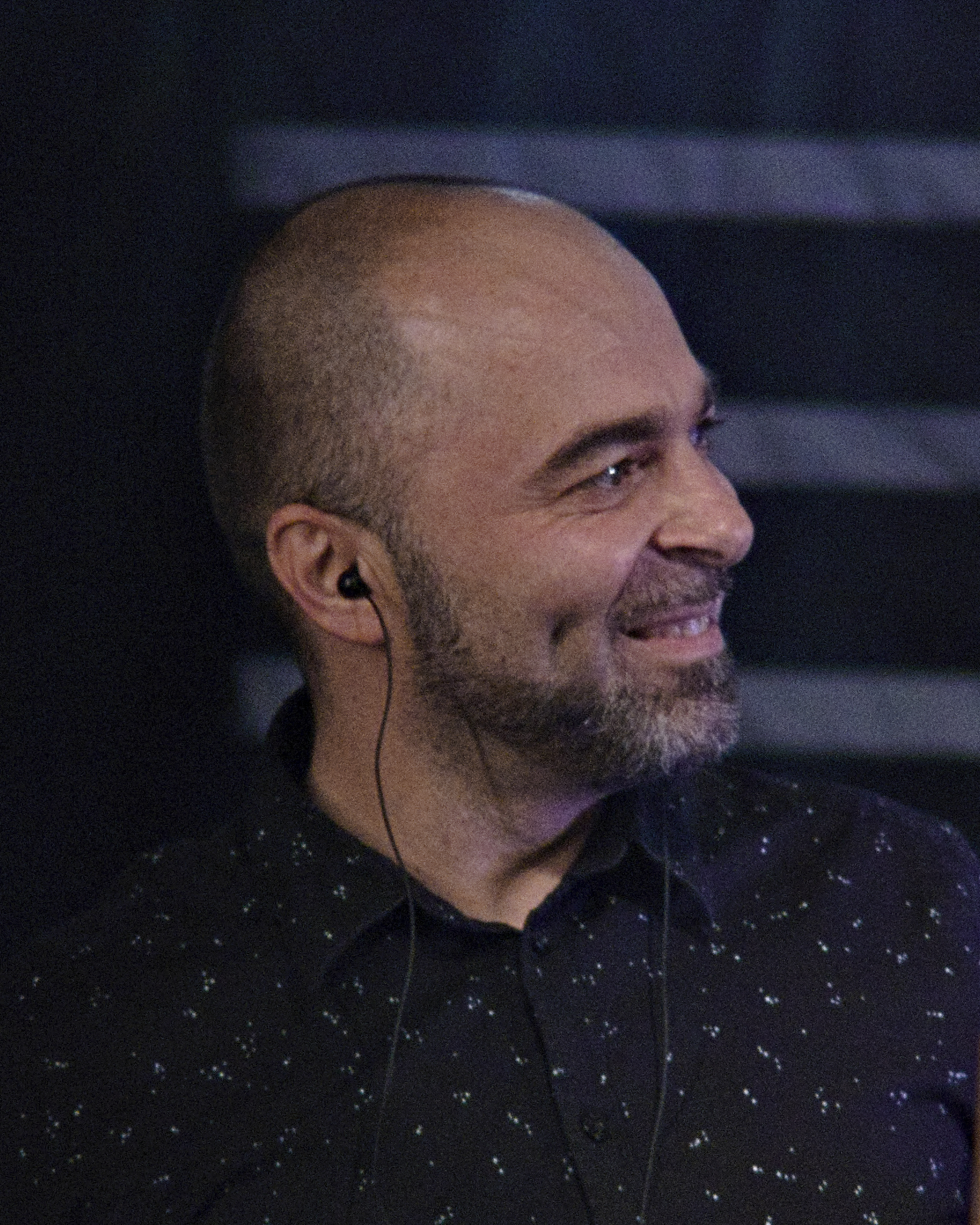
Piotr Chołody (2019)

### Zespół Voo Voo
- Wojciech Waglewski – głos, gitara
- Mateusz Pospieszalski – saksofony, głos
- Karim Martusewicz – gitara basowa
- Michał Bryndal – perkusja

### Sekcja dęta (1, 8, 14)
- Antoni Ziut Gralak – trąbka, sakshorn tenor
- Karol Pospieszalski – tuba, trąbka
- Szczepan Pospieszalski – trąbka

Aranżacja sekcji dętej – Mateusz Pospieszalski

### Chór przyjaciół (7)
- Kasia Żyżelewicz
- Iza Pospieszalska
- Sylwia Wiśniewska
- Gosia Sachryń
- Ewa Konstancja Bułhak
- Katarzyna Mażul
- Piotr Chołody
- Karol Pospieszalski
- Szczepan Pospieszalski
- Mateusz Pospieszalski
- Paweł Walicki

### Pozostali goście
- Piotr Chołody – tanpura (3)

### Produkcja
- Producent muzyczny – Wojciech Waglewski
- Realizacja nagrań, mix, mastering – Wojciech Przybylski

Nagrań dokonano w Studio Andrzej Rewak w Warszawie w kwietniu 2012.
Opieka techniczna podczas nagrań – Piotr Chołody